# Арианни Селесте
Арианни Селесте (англ. Arianny Celeste; род. 12 ноября 1985, Лас-Вегас) — американская фотомодель, одна из самых известных ринг-герлз «Ultimate Fighting Championship».

## Биография
Пенелопа Лопес родилась 12 ноября 1985 года в Лас-Вегасе, штат Невада, США. Имеет мексиканско-филиппинское происхождение. Она училась в средней школе Паоло-Верде, а затем в колледже при Университете Невады по специальности фитнес и спортивное питание. Позже взяла себе псевдоним Арианни Селесте.
Начала карьеру в 2006 году в качестве ринг-гёрл «Ultimate Fighting Championship». Снималась для журналов «Maxim», «FHM», «Sports Illustrated», «Fighter’s Only Magazine», «Playboy». С 2013 года Арианна — соведущая телепрограммы «Крутой тюнинг».

## Награды и номинации
- Шесть раз (в 2008, 2009, 2010, 2011, 2014, 2015 годах) получала премию «World MMA Awards» в категории «Ринг-гёрл года»[8]. В 2012 и 2013 году была номинирована на этот титул.
- В 2010 году заняла 23 место в списке «Hot 100» журнала «Maxim»[9].
- В 2011 году заняла 69 место в списке «Hot 100» журнала «Maxim»[10].
- В 2012 году заняла 58 место в списке «Hot 100» журнала «Maxim»[11].
- В 2013 году заняла 18 место в списке «Hot 100» журнала «Maxim»[12].
- В 2015 году заняла 29 место в списке «FHM 100 Sexiest»[13].

## Фильмография
| Год  |     | Русское название            | Оригинальное название | Роль          |
| ---- | --- | --------------------------- | --------------------- | ------------- |
| 2011 | кор | Гуманность                  | Humanity              | Сара          |
| 2012 | ф   | Толстяк на ринге            | Here Comes the Boom   | Арианни       |
| 2013 | кор | Бэтмен против женщины-кошки | Batman vs. Catwoman   | Женщина-кошка |